# Чернецкое (Ярославская область)
Чернецкое — деревня в Ермаковском сельском поселении Пошехонского района Ярославской области России.

## География
Село расположено на левом берегу реки Маткома в окружении сельскохозяйственных полей и леса.

## Население
| 2007 | 2010 |
| ---- | ---- |
| 27   | ↘14  |

### Историческая численность населения
По состоянию на 1859 год в деревне было 7 домов и проживало 78 человека.

## Инфраструктура
Основа экономики — личное подсобное хозяйство. Вода добывается жителями из личных колодцев. В деревне имеется таксофон. Ближайший магазин находится в деревне Данилково.
Почтовое отделение №152854, расположенное в селе Гаютино, на март 2022 года обслуживает в деревне 22 дома.

## Транспорт
Добраться до деревни можно по автодороге «Гаютино — Голодяйка». Поворот на деревню будет перед Данилково.

### Общественный транспорт
Чернецкое обслуживается пригородным автобусным маршрутом № 119 Пошехонье — Зинкино. Ближайшая остановка общественного транспорта «Зинкино» находится в 2 км от деревни.